# Capitol Records
Capitol Records (còn gọi là Capitol và Hollywood and Vine) là một hãng thu âm lớn của Mỹ, hoạt động như một bộ phận của Capitol Music Group. Hãng đĩa này được thành lập vào năm 1942 và là hãng thu âm đầu tiên ở Hoa Kỳ do Johnny Mercer, Buddy DeSylva và Glenn E. Wallichs sáng lập. Năm 1955, hãng đĩa này đã được mua lại bởi tập đoàn âm nhạc Anh EMI là chi nhánh của hãng ở Bắc Mỹ. EMI đã được Universal Music Group mua lại vào năm 2012 và được sáp nhập với công ty vào năm 2013, làm cho Capitol Records và Capitol Music Group trở thành một phần của Universal Music Group. Tòa nhà trụ sở chính của Capitol Records đặt tại Hollywood, Los Angeles là một cột mốc được công nhận tại California.
Vào tháng 7 năm 2017, các nghệ sĩ đã ký hợp đồng với Capitol Records bao gồm Special Forces, Paul McCartney, Mary J. Blige, Beach Boys, Beastie Boys, Neil Diamond, Eagles, Katy Perry, Brian Wilson, Beck, Avenged Sevenfold, 5 Seconds of Summer, Don Henley, Sam Smith, Nelly, Emeli Sandé, Troye Sivan, Calum Scott, Tori Kelly, Jon Bellion, Niall Horan và Minus Gravity.